# Noemi Ristau
Noemi Ristau (* 23. September 1991 in Großostheim) ist eine deutsche Skirennläuferin. Sie tritt in der Disziplin Slalom, Riesenslalom, Abfahrt, Kombination und Super-G in der Startklasse Sehbehinderung – B2 an.

## Sport
Aufgrund von Morbus Stargardt hat Ristau eine Sehkraft von 2 %. Sie ist Mitglied im BG Marburg und SSG Blista Marburg e.V. Ihr Training absolviert sie unter anderem im Skigebiet Hesselbach. In der Zeit von 2015 bis 2018 wurde Noemi Ristau von den Guides Luise Gerkau und Lucien Gerkau begleitet. In der Saison 2018/19 testete Noemi Ristau verschiedene Guides, um für den nächsten Paralympischen Zyklus gerüstet zu sein.
In der Skihalle gewann Noemi Ristau 2016 ihren ersten Europacup mit Luise Holland. Bei ihrer Premiere bei der Weltmeisterschaft in Tarvisio (Italien) im Januar 2017 wurde sie mit ihrem Guide Lucien Gerkau Dritte im Slalom und erhielt damit einen Platz im deutschen Nationalteam. Bei der Weltmeisterschaft 2017 errang sie im Riesenslalom außerdem einen fünften Platz. Bei dem World Cup im Februar 2018 in Kanada gewann sie mit ihrem Guide Lucien Gerkau im Super-G ihren ersten World Cup.
Ihre ersten Paralympics waren die Winter-Paralympics 2018. An diesen nahm sie mit ihrem Guide Lucien Gerkau teil (siehe Liste der Teilnehmer aus Deutschland) und landete zweimal auf Platz 4 (AF,RS), zweimal auf Platz 5 (SC,SL) und einmal auf Platz 7 (SG).

## Leben
Beruflich ist sie als Ergotherapeutin tätig und wohnt in Marburg.